# I due sergenti (film 1951)
I due sergenti è un film del 1951 diretto da Carlo Alberto Chiesa.